# Fever (Cascada)
Fever is de tweede single van het derde studioalbum Evacuate the Dancefloor van Cascada. Het is de opvolger van de nummer 1-hit Evacuate the Dancefloor. Fever kon echter het succes van Evacuate the Dancefloor niet voortzetten en kwam maar tot plaats 24 in de Nederlandse Top 40.

## Hitnotering
| "Fever" in de Nederlandse Top 40 - binnen: 07-11-2009 | "Fever" in de Nederlandse Top 40 - binnen: 07-11-2009 | "Fever" in de Nederlandse Top 40 - binnen: 07-11-2009 | "Fever" in de Nederlandse Top 40 - binnen: 07-11-2009 | "Fever" in de Nederlandse Top 40 - binnen: 07-11-2009 | "Fever" in de Nederlandse Top 40 - binnen: 07-11-2009 | "Fever" in de Nederlandse Top 40 - binnen: 07-11-2009 | "Fever" in de Nederlandse Top 40 - binnen: 07-11-2009 | "Fever" in de Nederlandse Top 40 - binnen: 07-11-2009 | "Fever" in de Nederlandse Top 40 - binnen: 07-11-2009 | "Fever" in de Nederlandse Top 40 - binnen: 07-11-2009 | "Fever" in de Nederlandse Top 40 - binnen: 07-11-2009 |
| Week                                                  | 1                                                     | 2                                                     | 3                                                     | 4                                                     | 5                                                     | 6                                                     | 7                                                     | 8                                                     | 9                                                     | 10                                                    |                                                       |
| ----------------------------------------------------- | ----------------------------------------------------- | ----------------------------------------------------- | ----------------------------------------------------- | ----------------------------------------------------- | ----------------------------------------------------- | ----------------------------------------------------- | ----------------------------------------------------- | ----------------------------------------------------- | ----------------------------------------------------- | ----------------------------------------------------- | ----------------------------------------------------- |
| Nummer                                                | 38                                                    | 34                                                    | 30                                                    | 25                                                    | 26                                                    | 24                                                    | 27                                                    | 35                                                    | 38                                                    | 40                                                    | uit                                                   |

| "Fever" in de Nederlandse Single Top 100 - binnen: 07-11-2009 | "Fever" in de Nederlandse Single Top 100 - binnen: 07-11-2009 | "Fever" in de Nederlandse Single Top 100 - binnen: 07-11-2009 | "Fever" in de Nederlandse Single Top 100 - binnen: 07-11-2009 | "Fever" in de Nederlandse Single Top 100 - binnen: 07-11-2009 | "Fever" in de Nederlandse Single Top 100 - binnen: 07-11-2009 | "Fever" in de Nederlandse Single Top 100 - binnen: 07-11-2009 | "Fever" in de Nederlandse Single Top 100 - binnen: 07-11-2009 | "Fever" in de Nederlandse Single Top 100 - binnen: 07-11-2009 | "Fever" in de Nederlandse Single Top 100 - binnen: 07-11-2009 | "Fever" in de Nederlandse Single Top 100 - binnen: 07-11-2009 | "Fever" in de Nederlandse Single Top 100 - binnen: 07-11-2009 | "Fever" in de Nederlandse Single Top 100 - binnen: 07-11-2009 | "Fever" in de Nederlandse Single Top 100 - binnen: 07-11-2009 |
| Week                                                          | 1                                                             | 2                                                             | 3                                                             | 4                                                             | 5                                                             | 6                                                             | 7                                                             | 8                                                             | 9                                                             | 10                                                            | 11                                                            | 12                                                            |                                                               |
| ------------------------------------------------------------- | ------------------------------------------------------------- | ------------------------------------------------------------- | ------------------------------------------------------------- | ------------------------------------------------------------- | ------------------------------------------------------------- | ------------------------------------------------------------- | ------------------------------------------------------------- | ------------------------------------------------------------- | ------------------------------------------------------------- | ------------------------------------------------------------- | ------------------------------------------------------------- | ------------------------------------------------------------- | ------------------------------------------------------------- |
| Nummer                                                        | 99                                                            | 82                                                            | 60                                                            | 57                                                            | 72                                                            | 78                                                            | 90                                                            | 83                                                            | 71                                                            | 55                                                            | 67                                                            | 80                                                            | uit                                                           |